# Capitalismo
Capitalismo é um sistema econômico baseado na propriedade privada dos meios de produção e sua exploração com fins lucrativos. As características centrais deste sistema incluem, além da propriedade privada, a acumulação de capital, o trabalho assalariado, a troca voluntária, um sistema de preços e mercados competitivos. Em uma economia de mercado, a tomada de decisão e o investimento são determinados pelos proprietários dos fatores de produção nos mercados financeiros e de capitais, enquanto os preços e a distribuição de bens são principalmente determinados pela concorrência no mercado.
Economistas, economistas políticos, sociólogos e historiadores adotaram diferentes perspectivas em suas análises do capitalismo e reconheceram várias formas dele na prática. Estas incluem o capitalismo de livre-mercado ou laissez-faire, capitalismo de bem-estar social e capitalismo de Estado. Diferentes formas de capitalismo apresentam diferentes graus de mercados livres, propriedade pública, obstáculos à livre concorrência e políticas sociais sancionadas pelo Estado. O grau de concorrência nos mercados, o papel da intervenção e da regulamentação e o alcance da propriedade do Estado variam nos diferentes modelos de capitalismo. A maioria das economias capitalistas existentes são economias mistas, que combinam elementos de mercados livres com intervenção estatal e, em alguns casos, planejamento econômico.
As economias de mercado existiram sob muitas formas de governo, em diferentes momentos históricos, lugares e culturas. No entanto, o desenvolvimento das sociedades capitalistas marcado por uma universalização das relações sociais baseadas no dinheiro, uma classe de trabalhadores assalariados consistentemente abrangente e uma classe que domina o controle da riqueza e do poder político desenvolveu-se na Europa Ocidental em um processo que levou à Revolução Industrial. Os sistemas capitalistas com diferentes graus de intervenção direta do governo tornaram-se dominantes no mundo ocidental e continuam a se espalhar.
O capitalismo foi criticado por estabelecer o poder nas mãos de uma classe minoritária que existe através da exploração de uma classe trabalhadora majoritária; por priorizar o lucro sobre o bem social, os recursos naturais e o meio ambiente; e por ser um motor de desigualdades e instabilidades econômicas. Os defensores argumentam que o sistema proporciona melhores produtos através da concorrência, cria um forte crescimento econômico, produz produtividade e prosperidade que beneficia grandemente a sociedade, além de ser o sistema mais eficiente conhecido para alocação de recursos.

## Etimologia
A palavra capital vem do latim capitale, derivado de capitalis (com o sentido de "principal, primeiro, chefe"), que vem do proto-indo-europeu kaput significando "cabeça". Capitale surgiu em Itália nos séculos XII e XIII (pelo menos desde 1211) com o sentido de fundos, existências de mercadorias, somas de dinheiro ou dinheiro com direito a juros. Em 1283 é encontrada referindo-se ao capital de bens de uma firma comercial.
O termo capitalista refere-se ao proprietário de capital, e não ao sistema econômico, e o seu uso é anterior ao do termo capitalismo, datando desde meados do século XVII. O Hollandische Mercurius usa o termo em 1633 e 1654 para se referir aos proprietários de capital. David Ricardo, na sua obra Principles of Political Economy and Taxation (1817), usa frequentemente a expressão "o capitalista".
Samuel Taylor Coleridge, poeta inglês, usou o termo capitalista em seu trabalho Table Talk (1823). Pierre-Joseph Proudhon usou o termo capitalista em seu primeiro trabalho, O que é a propriedade? (1840) para se referir aos proprietários de capital. Benjamin Disraeli usou o termo capitalista em seu trabalho Sybil (1845). Karl Marx e Friedrich Engels usaram o termo capitalista (Kapitalist) em O Manifesto Comunista (1848) para se referir a um proprietário privado de capital.
O termo capitalismo surgiu em 1753 na Encyclopédia, com o sentido estrito do "estado de quem é rico". No entanto, de acordo com o Oxford English Dictionary (OED), o termo capitalismo foi usado pela primeira vez em inglês pelo escritor William Makepeace Thackeray em seu trabalho The Newcomes (1854-1855), onde significa "ter a posse do capital". Ainda segundo o OED, Carl Adolph Douai, um socialista teuto-estadunidense e abolicionista, usou o termo capitalismo privado em 1863.
O uso inicial do termo capitalismo em seu sentido moderno foi atribuído a Louis Blanc, em 1850, que definiu o termo na frase “O que eu chamaria de 'capitalismo' é a apropriação do capital por poucos, em detrimento da maioria.”, e Pierre-Joseph Proudhon, em 1861. Marx e Engels foram os primeiros a referirem-se ao sistema capitalista (kapitalistisches System) e ao modo de produção capitalista (kapitalistische Produktionsform) em Das Kapital (1867). O uso da palavra "capitalismo" em referência a um sistema econômico aparece duas vezes no Volume I de O Capital, p. 124 (Edição alemã) e, em Theories of Surplus Value, tomo II, p. 493 (Edição alemã).

## História

### Mercantilismo

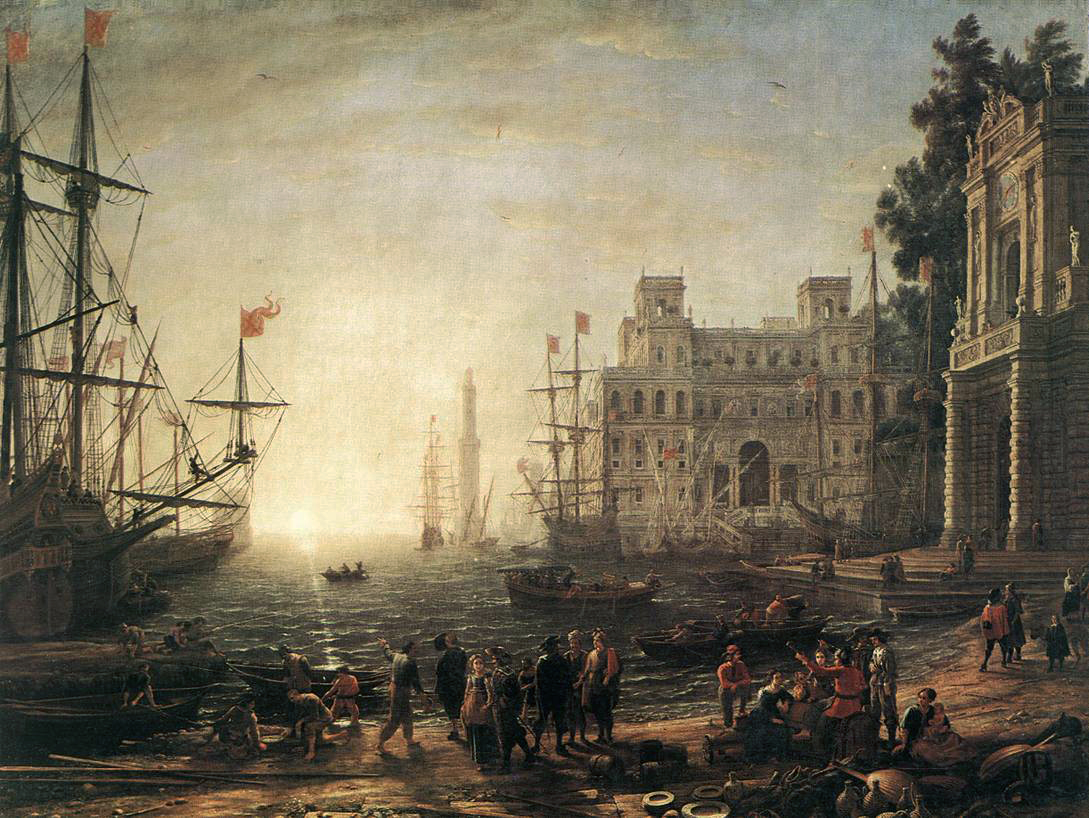
Uma pintura de um porto francês de 1638, no auge do mercantilismo.

O período entre os séculos XVI e XVIII é comumente descrito como mercantilismo. Associa-se este período à exploração geográfica da Era dos Descobrimentos por parte de mercadores, especialmente da Inglaterra e dos Países Baixos; à colonização europeia das Américas; e ao rápido crescimento do comércio exterior. O mercantilismo foi um sistema de comércio com fins lucrativos, embora as commodities ainda fossem em grande parte produzidas por métodos de produção não-capitalista.
Enquanto alguns estudiosos veem o mercantilismo como o primeiro estágio do capitalismo, outros argumentam que o capitalismo não surgiu até mais tarde. Por exemplo, Karl Polanyi, observou que "o mercantilismo, com toda a sua tendência para a comercialização, nunca atacou as salvaguardas que protegeram [os] dois elementos básicos do trabalho de produção e da terra de se tornar os elementos do comércio"; assim atitudes mercantilistas para o regulamento da economia estão mais próximas das atitudes feudais, "eles discordavam apenas sobre os métodos de regulação."
Além disso, Polanyi argumentava que a marca do capitalismo é a criação de mercados generalizadas para o que ele referia como "mercadorias fictícias": terra, trabalho e dinheiro. Assim, "não foi até 1834 um mercado de trabalho competitivo, com sede na Inglaterra, portanto, não pode-se dizer que o capitalismo industrial, como um sistema social, não existiu antes desta data".
Evidências de comércio mercante de longa distância, orientado e motivado pelo lucro foram encontradas já no segundo milênio a.C., com os antigos mercadores assírios. As primeiras formas de mercantilismo da época formaram-se já no Império Romano e, quando este expandiu-se, a economia mercantilista também foi ampliada por toda a Europa. Após o colapso do Império Romano, a maior parte da economia europeia passou a ser controlada pelos poderes feudais locais e mercantilismo entrou em declínio. No entanto, o mercantilismo persistiu na Arábia. Devido à sua proximidade com países vizinhos, os árabes estabeleceram rotas de comércio para o Egito, Pérsia e Império Bizantino. Como o islã se espalhou no século VII, o mercantilismo espalhou-se rapidamente para a Espanha, Portugal, Norte da África e Ásia. O sistema mercantilista finalmente retornou à Europa no século XIV, com a propagação mercantilista de Espanha e Portugal.
Entre os princípios fundamentais da teoria mercantilista estava o bulionismo, uma doutrina que salientava a importância de acumular metais preciosos. Mercantilistas argumentavam que o Estado devia exportar mais bens do que importava, para que os estrangeiros tivessem que pagar a diferença de metais preciosos. Teóricos mercantilistas afirmavam que somente matérias-primas que não podem ser extraídas em casa devem ser importadas e promoveram os subsídios do governo, como a concessão de monopólios e tarifas protecionistas, que foram necessários para incentivar a produção nacional de bens manufaturados.

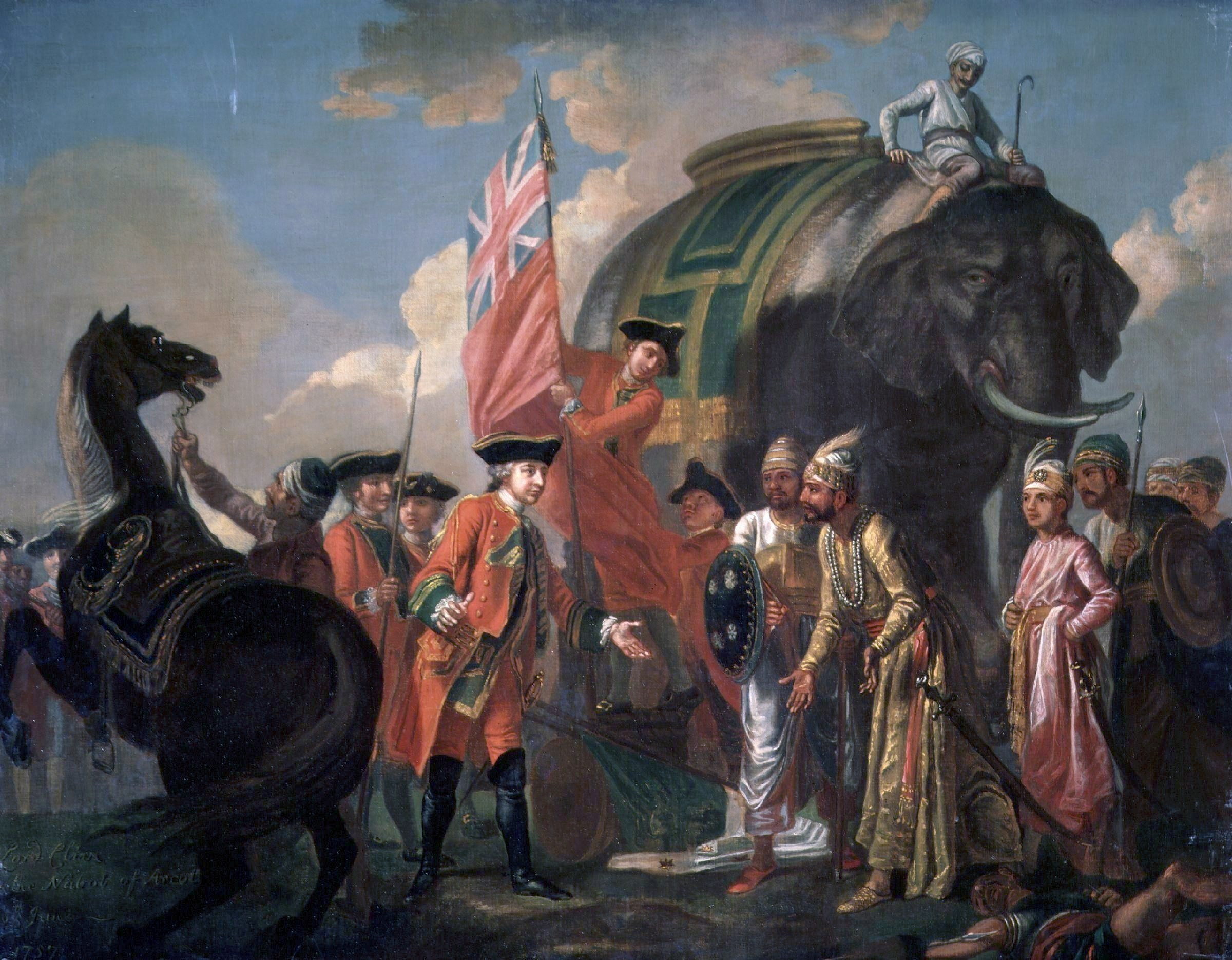
Robert Clive após a Batalha de Plassey. A batalha começou o domínio da Companhia Britânica das Índias Orientais na Índia.

Comerciantes europeus, apoiados por controles, subsídios e monopólios estatais, realizaram a maioria dos seus lucros a partir da compra e venda de mercadorias. Nas palavras de Francis Bacon, o objetivo do mercantilismo era "a abertura e o bem-equilíbrio do comércio, o apreço dos fabricantes, o banimento da ociosidade, a repressão dos resíduos e excesso de leis suntuárias, a melhoria e administração do solo; a regulamentação dos preços…".
Práticas semelhantes de arregimentação econômica tinham começado mais cedo nas cidades medievais. No entanto, sob o mercantilismo, dada a ascensão contemporânea do absolutismo, o Estado substituiu a corporações locais como regulador da economia. Durante esse tempo, as guildas funcionavam essencialmente como um cartel que monopolizava a quantidade de artesãos que ganham salários acima do mercado.
No período compreendido entre o século XVIII, a fase comercial do capitalismo, originada a partir do início da Companhia Britânica das Índias Orientais e da Companhia das Índias Orientais Holandesas. Estas empresas foram caracterizadas por suas potências coloniais e expansionistas que lhes foram atribuídas por Estados-nação. Durante esta época, os comerciantes, que haviam negociado com o estágio anterior do mercantilismo, investiram capital nas Companhias das Índias Orientais e de outras colônias, buscando um retorno sobre o investimento. Em sua "História da Análise Econômica", o economista austríaco Joseph Schumpeter reduz as proposições mercantilistas a três preocupações principais: controle do câmbio, monopolismo de exportação e saldo da balança comercial.

### Industrialismo

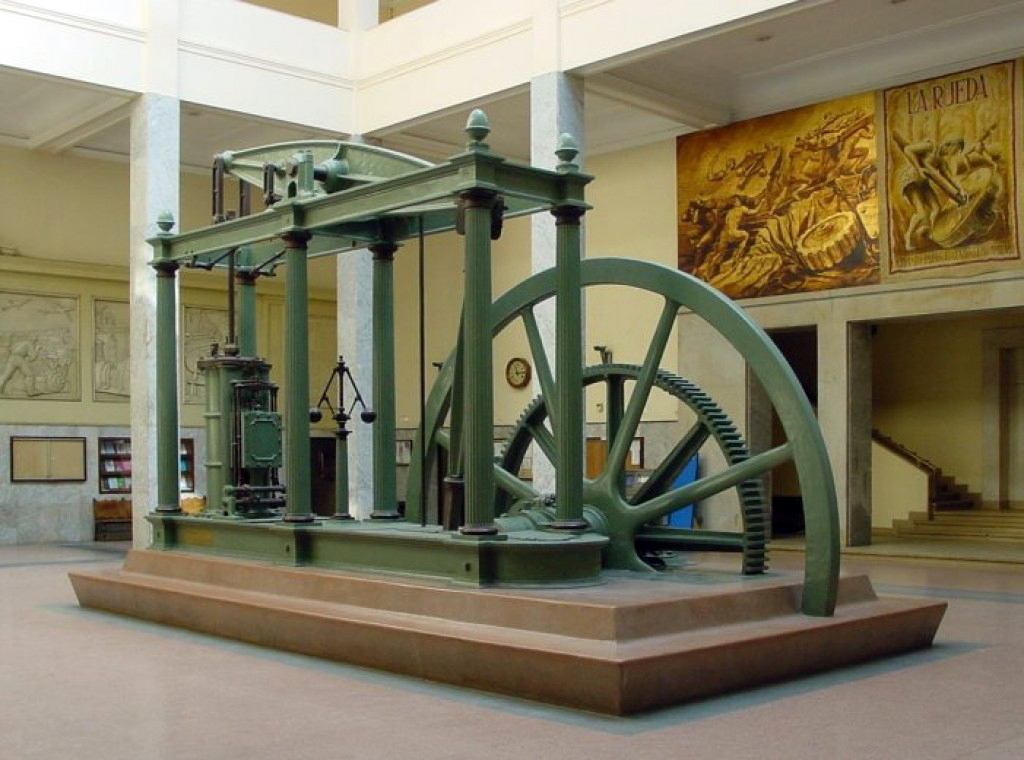
Uma máquina a vapor de James Watt. O motor a vapor, abastecido primeiramente com carvão, impulsionou a Revolução Industrial no Reino Unido.

Um novo grupo de teóricos da economia, liderado por David Hume e Adam Smith, em meados do século XVIII, desafiou as doutrinas mercantilistas fundamentais, como a crença de que o montante da riqueza mundial permaneceu constante e que um Estado só pode aumentar a sua riqueza em detrimento de outro Estado.
Durante a Revolução Industrial, o industrial substituiu o comerciante como um ator dominante no sistema capitalista e efetuou o declínio das habilidades de artesanato tradicional de artesãos, associações e artífices. Também durante este período, o excedente gerado pelo aumento da agricultura comercial encorajou o aumento da mecanização da agricultura. O capitalismo industrial marcou o desenvolvimento do sistema fabril de produção, caracterizado por uma complexa divisão do trabalho entre e dentro do processo de trabalho e a rotina das tarefas de trabalho; e, finalmente, estabeleceu a dominação global do modo de produção capitalista.
O Reino Unido também abandonou a sua política protecionista, como abraçada pelo mercantilismo. No século XIX, Richard Cobden e John Bright, que baseavam as suas crenças sobre a escola de Manchester, iniciou um movimento para tarifas mais baixas. Em 1840, o Reino Unido adotou uma política menos protecionista, com a revogação das Leis dos Grãos e do Ato de Navegação. Os britânicos reduziram as tarifas e quotas, de acordo com Adam Smith e David Ricardo, para o livre comércio.
Karl Polanyi argumenta que o capitalismo não surgiu até a mercantilização progressiva da terra, dinheiro e trabalho, culminando no estabelecimento de um mercado de trabalho generalizado no Reino Unido na década de 1830. Para Polanyi, "o alargamento do mercado para os elementos da indústria — terra, trabalho e dinheiro — foi a consequência inevitável da introdução do sistema fabril numa sociedade comercial." Outras fontes alegaram que o mercantilismo caiu após a revogação dos Atos de Navegação, em 1849.

### Keynesianismo e neoliberalismo

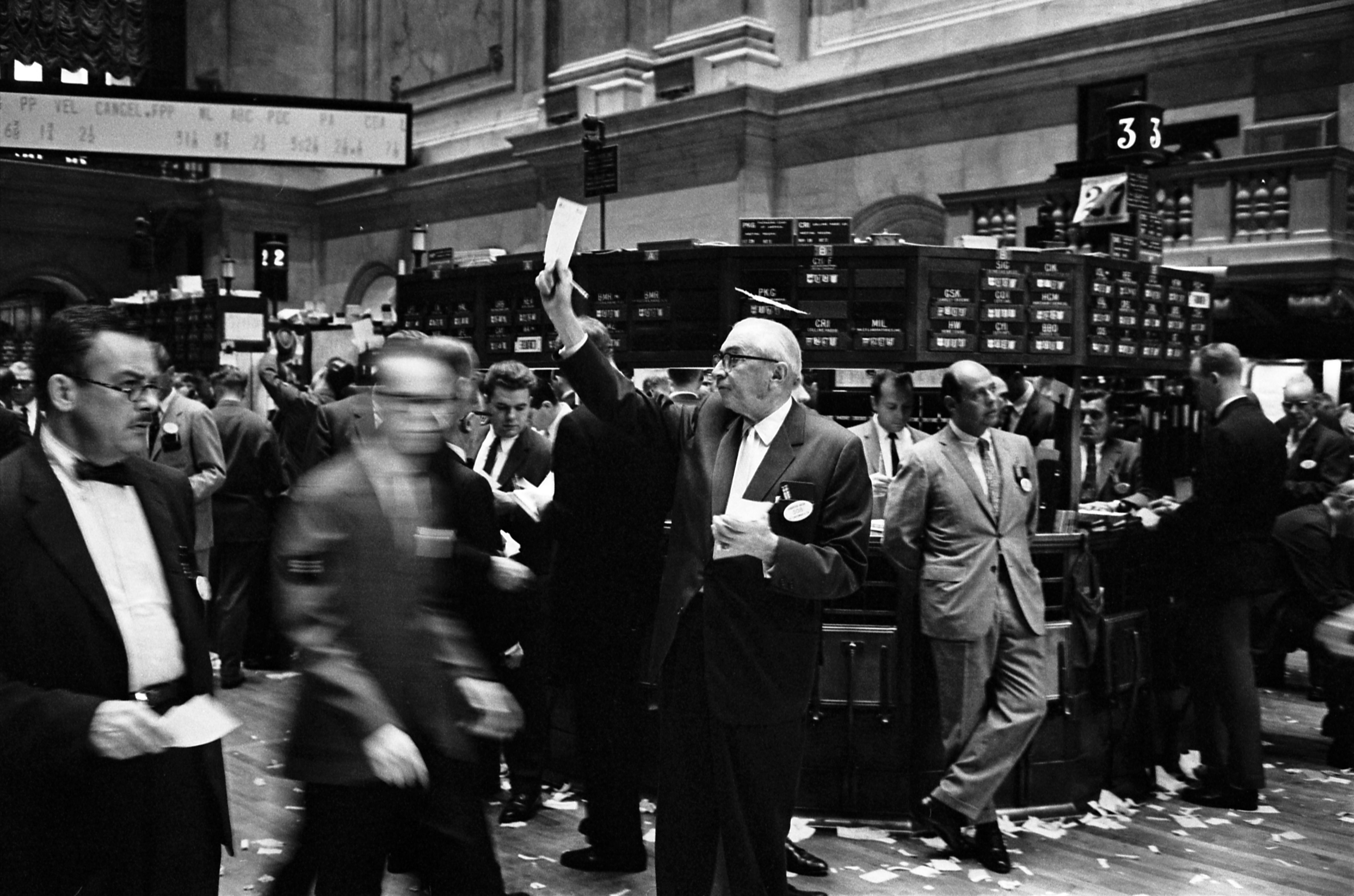
Andar dos operadores da New York Stock Exchange (1963).

No período seguinte à depressão global dos anos 1930, o Estado desempenhou um papel de destaque no sistema capitalista em grande parte do mundo. Após a Segunda Guerra Mundial, um vasto conjunto de novos instrumentos de análise nas ciências sociais foram desenvolvidos para explicar as tendências sociais e econômicas do período, incluindo os conceitos de sociedade pós-industrial e do Estado de bem-estar social. Esta época foi muito influenciada por políticas de estabilização econômica keynesianas. O boom do pós-guerra terminou no final dos anos 1960 e início dos anos 1970, e a situação foi agravada pelo aumento da estagflação.
A inflação excepcionalmente elevada combinada com um lento crescimento da produção, aumento do desemprego, recessão e, eventualmente, causaram uma perda de credibilidade no modo de regulação keynesiano de bem-estar estatal. Sob a influência de Friedrich Hayek e Milton Friedman, os países ocidentais adotaram as normas da política inspiradas pelo capitalismo laissez-faire e do liberalismo clássico. O monetarismo em particular, uma alternativa teórica ao keynesianismo, que é mais compatível com o laissez-faire, ganha cada vez mais destaque no mundo capitalista, especialmente sob a liderança de Ronald Reagan nos os Estados Unidos e Margaret Thatcher no Reino Unido em 1980. O interesse público e político começaram a se afastar das preocupações coletivistas de Keynes de que capitalismo fosse gerenciado a um foco sobre a escolha individual, chamado de "capitalismo remarquetizado".

### Globalização
Embora o comércio internacional tenha sido associado com o desenvolvimento do capitalismo por mais de 500 anos, alguns pensadores afirmam que uma série de tendências associadas à globalização têm agido para aumentar a mobilidade de pessoas e de capitais desde o último quarto do século XX, combinando a circunscrever a margem de manobra dos Estados na escolha de modelos não-capitalistas de desenvolvimento. Hoje, essas tendências têm reforçado o argumento de que o capitalismo deve agora ser visto como um sistema verdadeiramente mundial. No entanto, outros pensadores argumentam que a globalização, mesmo no seu grau quantitativo, não é maior agora do que em períodos anteriores do comércio capitalista.

## Características

### Propriedade privada
A relação entre o Estado, seus mecanismos formais e as sociedades capitalistas tem sido debatida em vários campos da teoria política e social, com uma discussão ativa desde o século XIX. Hernando de Soto é um economista contemporâneo que argumenta que uma característica importante do capitalismo é a proteção do Estado e do funcionamento dos direitos de propriedade em um sistema de propriedade formal, onde a propriedade e as operações são registrados claramente.
Segundo Soto, este é o processo pelo qual os bens físicos são transformados em capital, que por sua vez podem ser utilizados de muitas formas mais e muito mais eficiente na economia de mercado. Um número de economistas marxistas argumentaram que as leis do cerco, na Inglaterra, e legislações semelhante em outros lugares, eram parte integrante da acumulação primitiva capitalista e que um quadro jurídico específico da propriedade privada da terra têm sido parte integrante do desenvolvimento do capitalismo.

### Instituições e democracia
A nova economia institucional, um campo aberto por Douglass North, salienta a necessidade de um quadro jurídico para que o capitalismo funcione em condições ótimas e enfoca a relação entre o desenvolvimento histórico do capitalismo e a criação e manutenção de instituições políticas e econômicas. Na nova economia institucional e em outros campos com foco nas políticas públicas, os economistas buscam avaliar quando e se a intervenção governamental (tais como impostos, segurança social e a regulamentação do governo) pode resultar em ganhos potenciais de eficiência. De acordo com Gregory Mankiw, um economista neo-keynesiano, a intervenção governamental pode melhorar os resultados do mercado em condições de "falha de mercado", ou situações em que o mercado por si só não aloca recursos de forma eficiente.
A falha de mercado ocorre quando uma externalidade está presente e um mercado sub-produz um produto com uma superprodução de externalização positiva ou um produto que gera uma externalização negativa. A poluição do ar, por exemplo, é uma externalização negativa que não pode ser incorporada em mercados, visto que o ar do mundo não é propriedade e, consequentemente, não é vendido para uso dos poluidores. Então, muita poluição poderia ser emitida e as pessoas não envolvidas na produção pagam o custo da poluição, em vez da empresa que, inicialmente, emitiu a poluição do ar. Os críticos da teoria da falha de mercado, como Ronald Coase, Demsetz Harold e James M. Buchanan, alegam que os programas e políticas governamentais também ficam aquém da perfeição absoluta. Falhas de mercado são muitas vezes pequenas, e falhas de governo são, por vezes de grandes dimensões. É, portanto, o caso que os mercados são imperfeitos, muitas vezes melhor do que as alternativas imperfeitas governamentais. Enquanto todas as nações têm atualmente algum tipo de regulamentação do mercado, o grau de regulamentação desejável é contestado.
A relação entre democracia e capitalismo é uma área controversa na teoria e movimentos políticos populares. A extensão do sufrágio universal masculino no Reino Unido no século XIX ocorreu juntamente com o desenvolvimento do capitalismo industrial. A democracia tornou-se comum ao mesmo tempo que o capitalismo, levando muitos teóricos a postular uma relação causal entre eles, ou que cada um afeta o outro. No entanto, no século XX, segundo alguns autores, o capitalismo também foi acompanhado de uma variedade de formações políticas bastante distintas das democracias liberais, incluindo regimes fascistas, monarquias e Estados de partido único.
Enquanto alguns pensadores defendem que o desenvolvimento capitalista, mais ou menos inevitável, eventualmente, leva ao surgimento da democracia, outros discordam dessa afirmação, entendendo que o discurso democrático dos pensadores capitalistas é sempre suprimido quando é do interesse destes. A investigação sobre a teoria da paz democrática indica que as democracias capitalistas raramente fazem guerra umas com as outros («Paz capitalista») e têm pouco de violência interna. Alguns comentaristas argumentam que, embora o crescimento econômico sob o capitalismo levou a uma democratização no passado, não poderá fazê-lo no futuro, como os regimes autoritários têm sido capazes de gerir o crescimento econômico sem fazer concessões a uma maior liberdade política.

### Crescimento econômico

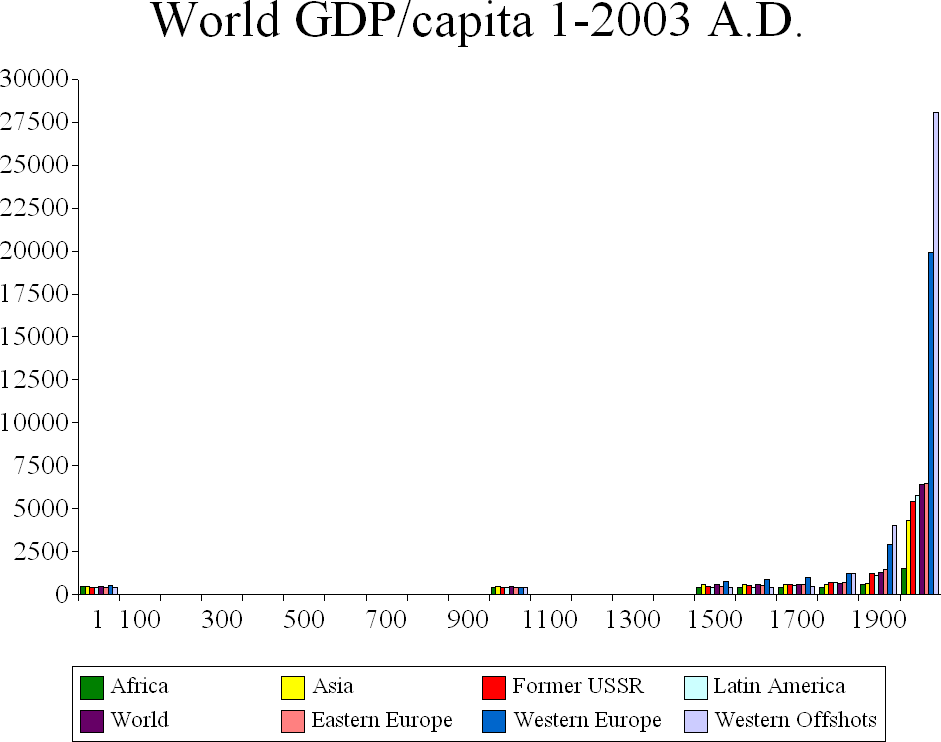
PIB mundial per capita mostra um crescimento exponencial desde o início da Revolução Industrial.

Capitalismo e a economia da República Popular da China.

Entre os anos 1000-1820 economia mundial cresceu seis vezes ou 50% por pessoa. Após o capitalismo começar a se espalhar mais amplamente, entre os anos 1820-1998, a economia mundial cresceu 50 vezes, ou seja, nove vezes por pessoa. Na maioria das regiões econômicas capitalistas, como Europa, Estados Unidos, Canadá, Austrália e Nova Zelândia, a economia cresceu 19 vezes por pessoa, mesmo que estes países já tinham um nível mais elevado de partida, e no Japão, que era pobre em 1820, 31 vezes, enquanto no resto do mundo o crescimento foi de apenas 5 vezes por pessoa.
Muitos teóricos e políticos nos países predominantemente capitalistas têm enfatizado a capacidade do capitalismo em promover o crescimento econômico, medido pelo Produto Interno Bruto (PIB), a utilização da capacidade instalada, ou padrão de vida. Este argumento foi central, por exemplo, na defesa de Adam Smith de deixar um controle livre da produção e do preço do mercado, e alocar recursos. Muitos teóricos observaram que este aumento do PIB mundial ao longo do tempo coincide com o surgimento do sistema mundial capitalista moderno.
Os defensores argumentam que o aumento do PIB (per capita) é empiricamente demonstrado sobre um padrão de vida melhor, como uma melhor disponibilidade de alimentos, habitação, vestuário e cuidados de saúde. A diminuição do número de horas trabalhadas por semana e a diminuição da participação das crianças e dos idosos no mercado de trabalho também têm sido atribuídas ao capitalismo.
Os defensores também acreditam que uma economia capitalista oferece muito mais oportunidades para os indivíduos aumentar a sua renda através de novas profissões ou empreendimentos que as outras formas econômicas. Para o seu pensamento, esse potencial é muito maior do que em qualquer das sociedades tradicionais tribais ou feudais ou em sociedades socialistas.

### Liberdade política
Milton Friedman argumentava que a liberdade econômica do capitalismo competitivo é um requisito da liberdade política. Friedman argumentou que o controle centralizado da atividade econômica é sempre acompanhado de repressão política. Na sua opinião, as transações em uma economia de mercado são voluntárias e a grande diversidade que permite o voluntariado é uma ameaça fundamental à repressão de líderes políticos e diminui consideravelmente o poder de coagir do Estado. A visão de Friedman foi também partilhada por Friedrich Hayek e John Maynard Keynes, tanto de quem acreditava que o capitalismo é vital para a liberdade de sobreviver e prosperar.

### Auto-organização
Os economistas da Escola Austríaca têm argumentado que o capitalismo pode se organizar em um sistema complexo, sem uma orientação externa ou mecanismo de planejamento. Friedrich Hayek considerou o fenômeno da auto-organização é subjacente ao capitalismo. Preços servem como um sinal sobre a urgência das vontades das pessoas e a promessa de lucros incentiva os empresários a utilizar os seus conhecimentos e recursos para satisfazer esses desejos. Assim, as atividades de milhões de pessoas, cada um buscando seu próprio interesse, são coordenadas.

## Críticas

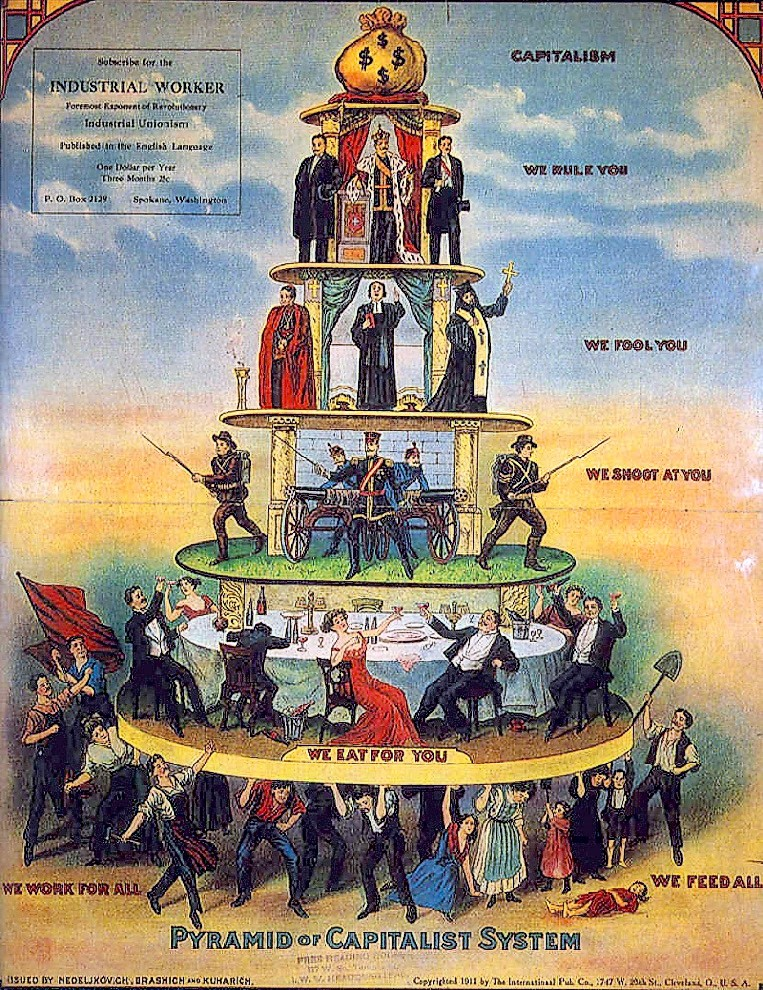
Um pôster da Industrial Workers of the World (1911), mostrando a Pirâmide do Sistema Capitalista.

A crítica ao capitalismo vem de várias abordagens políticas e filosóficas, incluindo pontos de vista anarquistas, socialistas, religiosos e nacionalistas. Dos que se opõem ou querem modificá-lo, alguns acreditam que o capitalismo deve ser removido por meio da revolução, enquanto outros acreditam que deve ser mudado lentamente por meio de reformas políticas. Alguns críticos acreditam que há méritos no capitalismo e desejam equilibrá-lo com alguma forma de controle social, normalmente por meio de regulamentação governamental (por exemplo, o movimento da economia social de mercado).
Críticas proeminentes do capitalismo são que ele é inerentemente explorador, alienante, instável, insustentável e ineficiente— e que cria uma enorme desigualdade econômica, mercantiliza as pessoas, degrada o meio ambiente, é antidemocrático e leva a uma erosão dos direitos humanos por causa de seu incentivo à expansão imperialista e à guerra.
Muitas religiões têm criticado ou sido contra elementos específicos do capitalismo. O judaísmo tradicional, o cristianismo e o islamismo proíbem emprestar dinheiro a juros, embora os métodos bancários tenham sido desenvolvidos em todos os três casos e adeptos de todas as três religiões são autorizados a emprestar para aqueles que estão fora de sua religião. O cristianismo tem sido uma fonte de louvor para o capitalismo, bem como uma fonte de críticas ao sistema, particularmente em relação aos seus aspectos materialistas. O filósofo indiano P.R. Sarkar, o fundador do movimento Ananda Marga, desenvolveu a Lei do Ciclo Social para identificar os problemas do capitalismo.
Críticos dos impactos ambientais do capitalismo, como o ecossocialista estadunidense Joel Kovel, argumentam que esse sistema requer crescimento econômico contínuo, o que pode intensificar as extinções em massa de animais e plantas (vide antropoceno) e as mudanças climáticas causadas pelo agravamento do aquecimento global. Esses críticos argumentam que, embora o neoliberalismo, a espinha dorsal ideológica do capitalismo globalizado contemporâneo, tenha de fato aumentado o comércio global, também destruiu modos de vida tradicionais, exacerbou a desigualdade e aumentou a degradação ambiental desde o final dos anos 1970. Outros críticos argumentam que é possível tornar o capitalismo menos degradante ao meio ambiente (vide ecocapitalismo).
Historiadores e estudiosos, como Immanuel Wallerstein, argumentam que o trabalho não-livre, por escravos, servos, prisioneiros e outras pessoas coagidas, é compatível com as relações capitalistas.